# Kaptol (opčina)
Kaptol (srbsky Каптол, maďarsky Pozsegaszentpéter) je vesnice a správní středisko stejnojmenné opčiny v Chorvatsku v Požežsko-slavonské župě. Nachází se na úpatí pohoří Papuk, asi 9 km severovýchodně od Požegy a asi 12 km západně od Kutjeva. V roce 2011 žilo v Kaptolu 1 409 obyvatel, v celé opčině pak 3 472 obyvatel.
V opčině žije významná česká menšina; v roce 2011 v ní žilo celkem 64 Čechů, dohromady tvořících 1,84 % obyvatelstva. V samotném Kaptolu žilo v roce 1991 celkem 99 Čechů, tvořících 7,27 % jeho celkového tehdejšího obyvatelstva (1 361 obyvatel). Menší skupiny Čechů též žijí ve vesnicích Češljakovci, Golo Brdo a Komarovci.
Součástí opčiny je celkem deset trvale obydlených vesnic.
- Alilovci – 410 obyvatel
- Bešinci – 88 obyvatel
- Češljakovci – 268 obyvatel
- Doljanovci – 244 obyvatel
- Golo Brdo – 325 obyvatel
- Kaptol – 1 409 obyvatel
- Komarovci – 177 obyvatel
- Novi Bešinci – 83 obyvatel
- Podgorje – 253 obyvatel
- Ramanovci – 215 obyvatel

Opčinou procházejí župní silnice Ž4101 a Ž4115. Protéká zde potok Kaptolka, který je levostranným přítokem řeky Orljavy.